# Shangri-La (musikalbum)
Shangri-La är Mark Knopflers fjärde soloalbum, utgivet 2004.
Albumet nådde 11:e plats på albumlistan i Storbritannien och 66:e plats i USA. "Boom, Like That" blev 34:a på den brittiska singellistan.

## Låtlista
Samtliga låtar skrivna av Mark Knopfler
1. "5.15 a.m." - 5:57
2. "Boom, Like That" - 5:51
3. "Sucker Row" - 4:58
4. "The Trawlerman's Song" - 5:04
5. "Back to Tupelo" - 4:34
6. "Our Shangri-La" - 5:43
7. "Everybody Pays" - 5:27
8. "Song for Sonny Liston" - 5:09
9. "Whoop De Doo" - 3:56
10. "Postcards from Paraguay" - 4:10
11. "All That Matters" - 3:11
12. "Stand Up Guy" - 4:35
13. "Donegan's Gone" - 3:06
14. "Don't Crash the Ambulance" - 5:09

## Medverkande
- Mark Knopfler - sång, gitarr
- Richard Bennett - gitarr
- Jim Cox - orgel, piano, munspel
- Chad Cromwell - trummor, percussion
- Guy Fletcher - orgel, piano, clavinet
- Paul Franklin - pedal steel guitar
- Glenn Worf - bas